# Сказка о Мальчише-Кибальчише (мультфильм)
«Сказка о Мальчише-Кибальчише» — советский рисованный мультипликационный фильм 1958 года. Героико-романтическую картину по одноимённой сказке Аркадия Гайдара создала режиссёр Александра Снежко-Блоцкая. В заглавии указано: «Славному ленинскому комсомолу посвящается этот фильм».

## Сюжет
Мультфильм снят по произведению А. Гайдара «Сказка о Военной тайне, о Мальчише-Кибальчише и его твёрдом слове». В центре сюжета поведение организатора сопротивления Мальчиша-Кибальчиша вторжению иностранных войск и действия предателя Мальчиша-Плохиша.

## Над фильмом работали
- Сценарий: Лия Соломянская
- Режиссёр: Александра Снежко-Блоцкая
- Композитор: Михаил Раухвергер
- Текст песен: Яков Аким
- Художники-постановщики: Мария Рудаченко, Борис Корнеев
- Оператор: Екатерина Ризо
- Звукооператор: Борис Фильчиков
- Ассистенты режиссёра: Нина Орлова, Нина Майорова
- Художники-мультипликаторы: Вячеслав Котёночкин, Владимир Пекарь, Владимир Попов, Елизавета Комова, Татьяна Фёдорова, Константин Чикин, Виктор Лихачёв, Владимир Крумин, Вадим Долгих, Борис Бутаков

## Роли озвучивали
- Валентина Сперантова — Мальчиш-Кибальчиш / Мальчиш-Плохиш
- Михаил Названов — Главный Буржуин
- Виктор Хохряков — Рассказчик
- Георгий Вицин — Дедушка / Буржуинский генерал-англичанин
- Алексей Консовский — Гонец
- Константин Устюгов — Старший брат Мальчиша-Кибальчиша / гонец на красном коне
- Леонид Пирогов — Отец Мальчиша-Кибальчиша / Буржуинский генерал-немец
- Юрий Хржановский — Буржуинский генерал-японец (нет в титрах)

## О мультфильме
Рубеж 1950-х и 1960-х годов на «Союзмультфильме» ознаменован творческими поисками и экспериментами, которые к 1963 году совершенно изменили «лицо» студии. Сделались нормой формальные новации, условные решения персонажей и среды, разнообразие и стилизация пластики. В рисованном кино первыми прорывами в этой области можно считать фильмы «Знакомые картинки» Евгения Мигунова (1957), «Сказка о Мальчише-Кибальчише» Александры Снежко-Блоцкой (1958), картины сестёр Брумберг конца 1950-х годов, ленты «Лиса, Бобёр и др.» Михаила и Веры Цехановских (1960), «Старик Перекати-Поле» Николая Фёдорова, некоторые сюжеты «Мультипликационных Крокодилов».— Георгий Бородин. «Краткий исторический обзор»